# 今永さな
今永 さな（いまなが さな、1996年2月9日 - ）は、日本の元AV女優。エスフラート所属。2018年より「松永さな」として活動。

## 略歴・人物
長野県出身。趣味は温泉巡り。
2016年6月、プレステージ専属女優としてデビューしたショートカットで巨乳のAV女優。
2018年より所属事務所をエスフラートに移し「松永さな（まつなが さな）」に改名。アイデアポケットとアタッカーズの2社専属女優となる。
2018年10月よりアイデアポケット専属を離れ、溜池ゴロー専属となる（アタッカーズは継続）。
2019年2月より専属を離れ企画単体女優として活動。

## 出演作品

### アダルトDVD

#### 「今永さな」名義
- 新人 プレステージ専属デビュー（6月10日、プレステージ）
- 新・絶対的美少女、お貸しします。 ACT.60（7月29日、プレステージ）
- プレステージ夏祭 2016 1VS1 【※緊縛解禁】 本能剥き出しタイマン4本番 ACT.02（8月12日、プレステージ）
- ラグジュTV×PRESTIGE PREMIUM 03（8月26日、プレステージ）※「桜井ゆかり」名義
- 天然成分由来 今永さな120%（9月30日、プレステージ）
- 今永さなを、飼いならす。 1（10月28日、プレステージ）
- 風俗タワー 性感フルコース3時間SPECIAL（11月25日、プレステージ）
- 濃厚密写 接写エロティシズム3本番 ACT.06（12月30日、プレステージ）

- 人生初・トランス状態 激イキ絶頂セックス 36（1月27日、プレステージ）
- ヲタサーの姫。 －ぼくらの姫はみんなの性処理係－ 04 （2月24日、プレステージ）
- 身動き出来ない美少女をひたすらイカせまくる拘束性交 002（3月31日、プレステージ）
- ポルノスター 10（4月28日、プレステージ）
- なまなかだし 17（5月26日、プレステージ）
- 焦らし寸止め絶頂セックス ACT.02（6月30日、プレステージ）
- ストロングポイント・セックス 専属女優のエロぉ〜い長所を徹底解剖&徹底紹介します!! File.04 今永さなの場合（7月28日、プレステージ）
- 着衣おっぱい 妄想3本番 file.02（8月25日、プレステージ）
- ラグジュTV×PRESTIGE PREMIUM 07（8月25日、プレステージ）※「桜井ゆかり」名義
- スポコス汗だくSEX4本番! ACT.10 体育会系・今永さな（9月29日、プレステージ）
- 今永さな 8時間 BEST PRESTIGE PREMIUM TREASURE vol.01（10月20日、プレステージ）※ベスト版
- 美少女と、貸し切り温泉と、濃密性交と。 02（10月27日、プレステージ）
- エンドレスセックス ACT.08（11月24日、プレステージ）

- 今永さな SUPER BEST 8時間（10月19日、GALLOP）※ベスト版

#### 「松永さな」名義
- FIRST IDEAPOCKET 電撃参戦! セックス狂いスキモノGカップ 美乳美尻美女IP降臨!!（4月19日、アイデアポケット）
- あなた、許して…。 ―義弟の肉欲 5―（5月7日、アタッカーズ）
- リピーター続出! 噂の本番できちゃうおっパブ店 白桃乳房のぷるるんGカップ美巨乳美女電撃入店!（5月19日、アイデアポケット）
- 恥辱の教育実習生 16（6月7日、アタッカーズ）
- 松永さなが30日間の禁欲解禁! 強力媚薬大量投与! 理性が吹き飛ぶ愛のない発情ケダモノSEX（6月19日、アイデアポケット）
- 恩師と朝まで…（7月7日、アタッカーズ）
- 責めて勃たせて童貞卒業させちゃう! 1度しかない初体験を壮絶な痴女テク炸裂で暴発必至！汗だく童貞筆おろし!（7月19日、アイデアポケット）
- 快楽拷問研究所 7（8月7日、アタッカーズ）
- どろどろザーメン20発膣奥注入! ノーカット激ピストン中出し大乱交!（8月19日、アイデアポケット）
- 人妻NTR 背徳のマッサージ（9月7日、アタッカーズ）
- 女教師ド痴女ハーレム 強制ザーメン発射!放課後プライベートレッスン（9月13日、アイデアポケット）
- 若妻拉致監禁 極上の牝奴隷（10月7日、アタッカーズ）
- 人妻の妊娠危険日ばかりを狙う顔の見えないレ×プ魔（10月13日、溜池ゴロー）
- 不埒な姦係 こわれゆく夫婦（11月7日、アタッカーズ）
- 本番なしのマットヘルスに行って出てきたのは隣家の高慢な美人妻。弱みを握った僕は本番も中出しも強要! 店外でも言いなりの性奴隷にした（11月13日、溜池ゴロー）
- 社内不倫 惹かれ合うふたり（12月7日、アタッカーズ）
- 私、実は夫の上司に犯され続けてます…（溜池ゴロー）

- あなたに裏切られて、私…。 憧れの元上司に抱かれて（1月7日、アタッカーズ）
- 銀座にあった! 伝説の超高級中出しソープ（1月13日、溜池ゴロー）
- 孕ませ痴漢病棟 拒否もできず、声も出せずに膣内射精されるがままイキ堕ちた地味で巨乳な人妻看護師（2月13日、E-BODY）
- 『愛し合う夫婦が残したいメモリアルヌードフォト』と題された雑誌の企画と妻を騙し、絶倫チ○ポ男と素肌密着偽撮影会で寝取られ検証!! 旦那よりも若くてカチカチに反り返ったチ○ポがマ○コまで3cmに超接近して奥さん急激欲情!? 4（2月15日、DOC）
- 夫は知らない 〜私の淫らな欲望と秘密〜（2月25日、マドンナ）
- 隣人に俺の彼女が寝取られて。 「頻繁に起こる鍵穴のいたずら」（2月25日、ダスッ!）
- 「お願い!お姉ちゃんで試させて!」 童貞弟の四十八手で戸惑いながらも初めての快感にイキ狂う姉に近親中出し（3月1日、DOC）
- 超絶倫弟にハメられまくる無防備な爆乳姉 童貞弟を誘惑したつもりが… まさかの逆転!（3月1日、Fitch）
- 完全盗撮 同じアパートに住む美人妻2人と仲良くなって部屋に連れ込んでめちゃくちゃセックスした件。 其の31（3月1日、変態紳士倶楽部）
- おもらし大好きです。 ず〜っとアナタを見つめながら淫語×中出し×快楽失禁SEX 何度イッても何度おもらししてもずっとずっとカメラ目線でイキまくります。（3月13日、セレブの友）
- 淫乱性癖を持て余すドスケベ女にムチャクチャ犯される（3月19日、ドグマ）
- 彼女のお姉さんは巨乳と中出しOKで僕を誘惑（3月19日、OPPAI）
- 豊満女子 デカ乳×デカ尻グイ揉みしだきSEX（3月19日、エンペラー）※「さな」名義
- 桃色乳首の美巨乳妻は俺の親父に寝取られ種付けプレスされていた。（3月25日、ダスッ!）
- すんごい乳首責めで中出しを誘う連続膣搾り痴女お姉さん（3月25日、本中）
- 黒人英会話NTR（4月1日、ワンズファクトリー）
- オヤジのハメ撮りドキュメント ねっとり濃厚に貪り尽くす体液ドロドロ汗だく性交（4月1日、Fitch）
- はだかの主婦 練馬区在住松永さな(30)（4月1日、プラネットプラス）
- ヤレる人妻回春マッサージ 23 〜中出し交渉盗撮〜（4月1日、変態紳士倶楽部）
- ボクの会社のおしゃぶり大好き変態OLはイってもイっても止めないジュポジュポ追撃フェラで何度も射精させてくれる（4月1日、変態紳士倶楽部）
- 昼下がりの団地妻たちは、敷地内ではブラを着けないから乳首スケスケ!!なるべく気にしないように目をそらしていたが、一度見てしまうと二度見するほど、まだ若くて綺麗なとなりの奥さんたちのノーブラスケスケ乳首はエロすぎる!!そんなポッチンをついついガン見していたら… 5（4月5日 (セル) / 3月29日 (レンタル)、LEO）
- もうイってるってばぁっ! 家事代行サービスで派遣されてきた美人お手伝いさんの弱みに付け込み追撃ピストン強制中出し!（4月5日、DOC）
- 素人限定爆乳ガチナンパ!! もみもみGet You!（4月7日、桃太郎映像出版）
- 夫が出張に出たその日から豹変した義息子…強制中出し近親相姦×性欲処理のセックス調教された義母… 4（4月13日、セレブの友）
- ママシ●タ実話（4月18日、グローリークエスト）
- 唾液を絡ませ自ら腰を振る。素顔丸出し一泊旅行。 《酔って淫れて肉食化する色気溢れる浴衣美人編》（4月25日、ダスッ!）
- ナンパJAPAN検証企画! もしも自分の奥さんがイケメンカメラマンにナンパされたら―― NTRモニタリング旦那さんがモニター観察している中、ナンパ師に声をかけられた何も知らない優し過ぎる美人妻は中出しSEXしちゃうのか?（4月25日、ナンパJAPAN）※「ゆかり」名義
- ノーパンノーブラ姉妹 2（5月1日（セル）/4月26日（レンタル）、LEO）
- 夜勤中の人妻看護師 声が出せない状況で喘ぎ声を押し殺す密着セックス（5月10日、ホットエンターテイメント）※「早紀」名義
- 街角シロウトナンパ vol.50 お悩み解決らぶワゴン 4（5月10日、プレステージ）※「さな」名義
- 松永さながごめんなさいと言うまでイカせ続けた件（5月13日、セレブの友）
- ガチナンパ! 横浜産直!! 浜っ娘女子大生! 理性ぶっ飛び超絶ピストンで潮も精子も空っぽ! イキ過ぎ 155回!17射精!（5月15日、ピーターズ）※「みずき」名義
- エロいカラダの女のがっついたディープスロートと密室・濃厚セックス（5月19日、ドグマ）
- 隣人の地味で隠れ巨乳の眼鏡人妻（5月25日、h.m.p DORAMA）
- 夫婦交換スワップ温泉旅行 7 お互いの嫁旦那がいるのに強引に夜這いセックスでスリルを求める訳あり夫婦!!それを見透かした仲居が、悪戯心に火がついて不倫関係をばらす暴挙にっ!!（5月31日（レンタル）/6月7日（セル）、LEO）
- 素人女子大生ガチナンパ! うすーいラップ一枚挟んで童貞君と素股体験してみませんか? すぐに破れて生ち●ぽがズボッ! 「Hはダメっ!」と戸惑う二十歳の娘にそのまま中出ししちゃいました! 巨乳美人のみ選りすぐり 6名5時間30分スペシャル（5月31日、赤面女子）
- 若すぎる父の後妻（6月1日、プラネットプラス）
- マジックミラー号 卒業式シーズン到来 憧れの大好きな先生と2人っきり! 「はじめての女性(ひと)は先生がいい…」 童貞生徒の真剣告白に、女教師が一線を越えた禁断の関係に! パート2（6月6日、SODクリエイト）※「木村優香」名義
- 屈辱と恥辱のウエディングドレス 奴隷花嫁 3 〜人生で最高に幸せな瞬間が人生最悪になった悪夢の恥辱結婚式〜（6月6日、ROCKET）
- 『ごめん…寂しくて来ちゃった…』 引っ越して遠くへ行ってしまったはずの幼馴染が突然ボクの家にやってきた! しかも運悪くゲリラ豪雨でズブ濡れになり、ブラウスから下着がスケスケ状態。何やら落ち込んでいる幼馴染には申し訳ないが、白いブラウスから透けるブラがエロ過ぎる!とりあず家に入れて、タオルを渡してやると「恥ずかしいからあっち向いて…」と乾かすために服を脱ぎ出した。我慢できずチラっと見たら、そこにはしばらく見ない間に大人っぽくなっている幼馴染の体が…思わず何度も何度もチラ見してしまったが、さすがにこれ以上見ちゃまずいと思い我慢していると「このまま会えなくなるなんてヤダっ!エッチしたい!」と幼馴染が突然の告白。びっくりして幼馴染の方を振り向くと全裸の幼馴染が立っていた。そして戸惑っているボクに抱きつき激しいキス…もう当分会えないので、何回も何回も幼馴染の中に出して思い出を作りました。（6月7日、Hunter）
- 童貞さんいらっしゃい! 天使のような優しい巨乳介護士さん チャレンジ・ザ・ミッション! 授乳手コキ&おっぱいハグ! 恥じらい赤面素股プレイ中ぐちょぐちょマ●コにヌルッと挿入筆おろし 4（6月14日、S級素人）
- 「10発射精するまで頑張って!」 巨乳チアガール応援SEX Vol.001（6月14日、宇宙企画）
- 生中出し巨乳制服美少女 Vol.007（6月14日、BAZOOKA）
- 同僚の無警戒なパンストにたまらず勃起! 抑えられずにチ○ポをこすりつけたら糸を引くほど濡れていた…（6月14日、Z-MEN）
- パンイチで締め出された隣の奥さんのむっちりボディがエロ過ぎて…（6月14日、Z-MEN）
- 寝取らせ検証 嫌いなタイプの中年オヤジにねちねち責められた妻は最悪チ○ポでイキ堕ちてしまうのか?（6月20日、コスモス映像）※「さな」名義
- セックスよりも気持ちいい 高○生の初めての口内発射 フェラチオ優等生15人（7月7日、桃太郎映像出版）
- 「ダメ…動かしたら挿っちゃう…!」 義妹と一週間の寸止め素股生活で我慢できなくなりヌルヌルズボッ!生挿入&生中出しでエビ反り連続爆イキ! 超カワイイ義理の妹と突然の新生活。年齢が近いこともありお互いを意識するなか両親が一週間の旅行で二人きり!二人きりに我慢できず一線を越えてキス、そして恋人同士のようにイチャつくが、義理とはいえ兄妹。ボクも義妹もエッチしたくて溜まらないけど兄妹で決めた約束「エッチはしない」を守り素股でお互い我慢することに…。こうして親が帰ってくるまでの間、とにかく毎日毎日、素股!素股!素股! しかし最後の二人きりの夜にいつものように素股止まりのハズ…だったが「あっ!ダメだよ。そんなに動いたら挿っちゃうよ」と言いながらもどこか期待している義妹はチ○コが挿りやすいように動いて…義妹のマ○コについに挿入!一度挿ってしまったら、義妹ももうタガが外れて何度もエビ反り連続爆イキ!親が帰ってくる朝まで何度も何度も恋人同士のラブラブセックス!!（7月7日、Hunter）
- SEXモンスターおうえるGO 都心に勤務するおしゃれなOL達の性の実情に迫る!! キャラも性癖も様々なOLを激撮!君に決めた!!（7月10日、ホットエンターテイメント）※「ひろみ」名義
- SEXがご無沙汰でAV出演を決めた若妻×筆下ろししたい童貞（7月12日、ヒメゴト）※「えり」名義
- 隣の奥さんが大人のオモチャを購入したことを知ったオレは黙っててやる代わりにチ○ポ狂いの中出し便器にしてやりました!!（7月13日、アクアモール）
- 透 SUKESUKE 08（8月2日、SUKESUKE）
- たまらんBODY騎乗位&べろキス中毒（8月9日、クリスタル映像）
- 夫ではイケない若妻たちの絶頂を求めた発情他人棒SEX（8月9日、S級素人）
- 働くSEXの天才。 Vol.001（8月9日、S級素人）
- 素人なのにディルドオナニーで激しく感じちゃう一般人娘 2（8月19日、かぐや姫Pt）
- 憧れの女上司と2人きり… 3（8月30日（レンタル）/9月6日（セル）、LEO）
- 不動産レディ 卑猥な肉体営業 VOL.001（9月6日、ONEZ）
- 嫌がる若ママに媚薬塗りチ○ポで強要フェラしゃぶりながら理性を失い汗だくで淫乱化（9月12日、ナチュラルハイ）
- いつでもどこでも言うことを聞いてくれる都合のイイオンナ。 地味で巨乳で天然な病院清掃員さちちゃん25歳（9月13日、S級素人）※「さち」名義
- 新卒社員お貸しします。 VOL.001（9月13日、S級素人）
- ノーパンノーブラで犯されたがる中出し巨乳人妻 Vol.001（9月13日、BAZOOKA）
- 姉御肌の妻がDQNから僕を守ったせいで恨みを買って標的に… 妻が目の前で寝取られ中出しされているのに怖くて何も出来ない僕。（9月19日、ミセスの素顔）
- 素人娘のどアップオナニー 9人 至近距離で見られていつもより感じちゃう!（9月19日、かぐや姫Pt）
- 監禁!拷問!調教!絶叫!絶頂! 強制絶頂絶叫拷問調教 堕ちたエリート麻薬捜査官 無残絶頂痙攣する柔肌の白い肉体（9月25日、AVS Collector's）
- びしょ濡れOL雨宿り強制わいせつ（9月27日、TMA）
- イキ過ぎて痙攣が止まらない照れ屋な美人奥さんのスケベなカラダ! 汁まみれで失神寸前の仰け反り快楽中出しファック!（10月1日、美人魔女）
- アナコンダソープ ヌキまくり発射無制限（10月7日、桃太郎映像出版）
- どこでもフェラさせられちゃう素人娘たち 4 11人（10月7日、かぐや姫Pt）
- ナチュラルハイ20周年記念作品 ハロウィン痴漢 中出しスペシャル（10月10日、ナチュラルハイ）
- 妻に逃げられバツイチシングルファーザーになったボクにまさかのモテ期!?不憫な父子家庭に同情して何かと世話を焼いてくれる近所のママ友たちと真っ昼間から不倫にハマってしまった vol.11（10月11日、UMANAMI）
- 最高級ラグジュアリーオリエンタルスパ Vol.002（10月11日、BAZOOKA）
- 夜這いされて濡れる人妻（10月13日、アクアモール）
- 覗き魔の義兄に犯された汗だく巨乳妻（10月25日、人妻花園劇場）
- 勝手に相席居酒屋ナンパ 連れ出し素人妻 ガチ中出し盗撮無断発売 14（10月26日、ビッグモーカル）
- 完全プライベート映像 泥酔性豪モンスター 松永さなと初めての二人きりお泊まり（11月7日、パコパコ団とゆかいな仲間たち）
- 就職活動女子大生 生中出し面接 Vol.007（11月8日、S級素人）
- 現役ダンス部所属の美少女をモニタリング! 腰振りトゥワークダンスで高額賞金をGETできるのか!? プリプリお尻揺れまくり♪ 搾り取り騎乗位 VOL.001（11月8日、S級素人）

- あなたごめんね 私、乳首が敏感すぎて… 〜ノー乳首SEXの果てのデカチン一撃即イキGカップ妻〜（1月1日、AV）
- SUPERパックリまんこアップ4時間SP vol.14（1月1日、サルトル映像出版）
- 「私の妻と子作りをするところを撮影してください」 台湾美人妻AV出演 「綺麗な裸を残しておきたい」メモリアルヌード撮影!! AVファン都内会社経営者40代男性と国際結婚した台湾出身ハーフ美少女による変態夫婦密着子作り性行為映像!（1月3日、ONEZ）※「春美」名義
- 素人娘の全裸図鑑 9 今時の女の子13名が恥らいながら脱衣していく様子をじっくり撮影した、変態紳士のためのヘアヌードコレクション（1月7日、かぐや姫Pt）
- 投稿実話 妻がまわされた 10 〜温泉旅館の悲劇〜（1月13日、ながえスタイル）
- 混浴温泉で乳首をしつこく刺激する乳吸い責めに欲情した女は湯しぶきが立つハードピストンの快感で中出しを拒めない 2（1月23日、ナチュラルハイ）
- ハメ撮り大作戦!!! 超絶敏感Gカップの人妻&小顔のインテリショートカットスレンダー美女 すげーいい女たちのSEXを勝手に盗撮DVD!!!（3月13日、AV）
- あなたの嫌うあの人と‥ 夫の上司に抱かれた若妻（3月25日、ながえスタイル）
- 太腿ずりずり誘惑痴漢 下半身を密着させる連続射精で男を骨抜きにするムッチリ痴女（4月9日、ナチュラルハイ）
- 性格よすぎて中出ししても怒らない事務の松永さんは男根狂いのサキュバスOL（8月19日、VENUS）

### VR
2019年
- GカップボディVR解禁!! SEXジャンキー松永さなのおマ○コとアナタのチ○ポがぴったりフィットして勃起と射精を繰り返す濃厚ハメまくりVR（2月22日、ムーディーズ）
- 濡れ髪羞恥に悶える! Gcupお隣奥さん濡髪恥辱 「電話したいので携帯電話貸してもらえませんか…ちょっと何!?触らないで!ねぇ!触らないで!ってば」（3月9日、ブイワンVR）
- 義姉VR撮り下ろし2作品 神騎乗位&神尻SP（4月9日、Hunter）
- Hに自信がない巨乳OLにSEX指導するVR ナンパ友達が連れてきたオッパイちゃんが何故かボクにHを教えて欲しいと懇願してきたので… 勃起が続く限りディープスロートパイズリ中出し騎乗位をじっくり仕込んであげました!!（5月31日、ナンパJAPAN）
- 僕の嫁は無口で従順ないいなり妻（6月19日、KMPVR）
- 絶頂GcupBODY 〜何度も求めてイキまくるSEX中毒女〜（7月3日、KMPVR-彩-）
- 鬼フェラVR（8月24日、KMPVR）

2020年
- NTR 白い美果実 淫らに揺らし肉欲を満たす不貞妻（1月11日、TEPPAN VR）
- 顔射VR（1月18日、KMPVR）